# Provincia New Hampshire
Provincia New Hampshire, conform originalului, [The] Province of New Hampshire, a fost o colonie a coroanei britanice creată la 7 octombrie 1691, în timpul perioadei de colonizare a celor două Americi de către britanici.  Actul de constituire al provinciei (în original, charter) a fost promulgat la 14 mai 1692 de către co-monarhii William și Mary ai Regatului Angliei și al Regatului Scoției, la aceeași dată a creării Provinciei Golfului Massachusetts.  Ambele provincii fuseseră în trecut părți ale unei singure colonii britanice în America de Nord, Colonia Golfului Massachusetts.
Provincia New Hampshire se afla pe teritoriul de astăzi al statului New Hampshire, fiind numită după comitatul Hampshire din sudul Angliei de către guvernatorul John Mason.
Provincia nu a avut propriul său guvernator colonial până în 1741, când Benning Wentworth a fost numit în funcție.  Multe din teritoriile cunoscute sub numele colectiv de New Hampshire Grants au devenit ulterior Republica Vermont, respectiv statul american Vermont.